# Даман-е-Кох
Даман-е-Кох (урду دامن کوہ‎) — смотровая площадка и парк на вершине холма к северу от Исламабада, расположенный в центральной части холмов Маргалла. Названием парка служит сочетание слов персидского языка и языка урду: Даман, что означает центр, и Кох, переводимый как холм. Таким образом, Даман-е-Кох переводится как центр холма.
Даман-е-Кох располагается на высоте около 730 метров над уровнем моря и на почти 150 метров возвышаясь над Исламабадом. Он является популярным местом отдыха как у жителей города так и у гостей столицы Пакистана.
Даман-е-Кох располагается на полпути к Пир-Сохаве, наивысшей точке и смотровой площадке холмов Маргалла, расположенной на высоте до 1 100 метров над уровнем моря. Существуют планы по созданию канатной дороги из Даман-е-Кох в Пир-Сохаву.
В зимний период в парке часто встречаются обезьяны. Также в парк иногда проникают гепарды,спускающиеся сюда с более высоких холмов Марри во время снегопадов.

## Панорамный вид Исламабада
Южная сторона парка является главной его достопримечательностью, поскольку отсюда открывается панорамный вид на Исламабад. Отсюда посетители парка могут наблюдать за мечетью Фейсал, недавно возведённую Седьмую авеню и водохранилище Равал.
Для лучшего обзора здесь установлены подзорные трубы и карта Исламабада.

## Упоминания в литературе
Даман-е-Кох описывается в романе Бегущий за ветром писателя Халеда Хоссейни.

## Галерея
- Карта Исламабада
- Ночной вид на Седьмую авеню с Даман-е-Кох
- Павлин в Даман-е-Кох
- Вид на Исламабад с Даман-е-Кох
- Вид на мечеть Фейсал с Даман-е-Кох